# Teresa Gabriele
Teresa Gabriele (23 de novembro de 1979) é uma basquetebolista profissional canadense.

## Carreira
Teresa Gabriele integrou a Seleção Canadense de Basquetebol Feminino em Londres 2012 que terminou na oitava colocação.